# Santo Tomás La Unión
Santo Tomás La Unión – miejscowość na południowym zachodzie Gwatemali, w departamencie Suchitepéquez. Według danych szacunkowych z 2012 roku liczba mieszkańców wynosiła 12 285 osób. 
Santo Tomás La Unión leży około 17 km na północny wschód zachód od stolicy departamentu – miasta Mazatenango. Miejscowość leży na wysokości 880 metrów nad poziomem morza, w pobliżu wulkanu San Pedro, w górach Sierra Madre de Chiapas, w odległości około 55 km od brzegu Pacyfiku. 

## Gmina Santo Tomás La Unión
Miejscowość jest także siedzibą władz gminy o tej samej nazwie, która jest jedną z dwudziestu gmin w departamencie. W 2010 roku gmina liczyła 11 668 mieszkańców. Gmina jak na warunki Gwatemali jest niewielka, a jej powierzchnia obejmuje 80 km². 
Mieszkańcy gminy utrzymują się głównie z uprawy roli i rzemiosła. Gmina znana jest z produkcji wysokiej jakości kawy. Na terenie gminy jest stanowisko archeologiczne o nazwie Chocolá.
Klimat gminy jest równikowy, według klasyfikacji Köppena, należy do klimatów tropikalnych monsunowych, z wyraźną porą deszczową występującą od maja do października.